# Cobitis vettonica
Cobitis vettonica è un piccolo pesce d'acqua dolce appartenente alla famiglia Cobitidae.

## Distribuzione e habitat
È endemico della Penisola iberica centro occidentale, più esattamente del fiume Alagón, tributario del Tago.
Vive in torrenti con acque chiare e fresche, con fondo sassoso o sabbioso.

## Descrizione
La sua caratteristica più evidente è la taglia minuscola dei barbigli, che sono a malapena visibili. Per il resto è molto simile a Cobitis paludica.
Le femmine possono raggiungere i 9 cm mentre i maschi non superano i 6.

## Biologia
Ignota

## Conservazione
Questa specie è minacciata dall'inquinamento agricolo, dal prosciugamento dei torrenti e dall'introduzione di pesci predatori alieni.